# Aviatyrannis jurassica
Aviatyrannis jurassica és una espècie de dinosaure tiranosàurid que va viure a l'estatge Kimmeridgià del Juràssic superior en el que actualment és Portugal. Fou descrita per Oliver Rauhut l'any 2003. Aviatyrannis és un dels tiranosaures més antics mai trobats, essent el més antic Guanlong (o, possiblement, Iliosuchus). Aviatyrannis podria haver sigut contemporani d'un altre tiranosaure primitiu, l'americà Stokesosaurus. Aviatyrannis fins i tot va ser assignat originalment a Stokesosaurus, i la naturalesa fragmentària del material referit no va permetre resoldre totalment la possibilitat que ambdós tàxons siguin sinònims. Com altres tiranosaures primitius, Aviatyrannis era petit. L'holotip (IPFUB Gui Th 1), per exemple, és un ílium de només 90 mil·límetres de longitud.